# برنهارد تسيمرمان
برنهارد تسيمرمان (بالألمانية: Bernhard Zimmermann) هو لاعب كرة قدم نمساوي في مركز الهجوم، ولد في 15 فبراير 2002 في Korneuburg ‏ في النمسا. لعب مع رابيد فيينا.

## وصلات خارجية
- برنهارد تسيمرمان على موقع قاعدة بيانات كرة القدم.إي يو (الإنجليزية)
- برنهارد تسيمرمان على موقع Soccerway.com (الإنجليزية)
- برنهارد تسيمرمان على موقع عالم كرة القدم.نت (الإنجليزية)